# 李鶴来
李 鶴来（이 학래、イ・ハンネ、1925年 - 2021年3月21日）は、韓国の元軍人、実業家、社会活動家。韓国人元BC級戦犯でつくる「同進会」会長。

## 来歴
1925年、韓国全羅南道宝城郡生まれ。17歳のとき、日本軍軍属である捕虜監視員の募集に応じ、タイで泰緬鉄道建設のため使役された捕虜の監視にあたる。戦後、シンガポールで連合国が開いたBC級戦犯裁判で「日本人戦犯」として死刑判決を受けた。のち20年に減刑。減刑後、東京に移され、1956年に仮釈放された。
戦犯仲間らでつくったタクシー会社を都内で経営。「日本人」として罪を負わされ、援護と補償は「外国人」として一切切り捨てられたことから、1955年、同じ境遇の韓国・朝鮮人元ＢＣ級戦犯者とともに「同進会」を結成。以降一貫して日本政府の謝罪と補償を求め、闘い続けた。日本政府に補償や謝罪を求めて訴訟を起こしたが、1999年、最高裁で敗訴が確定。その後も名誉回復や救済を求める活動を続けていた。
韓国政府は2006年、「日本の協力者」としてきた李らBC級戦犯を「植民地支配の被害者」と認め、名誉回復した。
2021年3月24日に自宅内で転倒して頭を打ち、足を骨折。病院に緊急搬送されていた。28日、外傷性くも膜下出血のため東京都内で死去した。96歳だった。

## 著書
- 『韓国人元BC級戦犯の訴え 何のために、誰のために 教科書に書かれなかった戦争』梨の木舎 2016年